# Ceratobaeus cornutus
Ceratobaeus cornutus är en stekelart som beskrevs av William Harris Ashmead 1893. Ceratobaeus cornutus ingår i släktet Ceratobaeus och familjen Scelionidae. Inga underarter finns listade i Catalogue of Life.